# Basserne
 For alternative betydninger, se Basserne (flertydig). (Se også artikler, som begynder med Basserne) 
 Denne artikel omhandler tegneserien Basserne. For bladet, se Basserne (humorblad).
Basserne (Beetle Bailey) er en amerikansk tegneserie (hovedsageligt avisstribe), skrevet og tegnet af Mort Walker og en række medhjælpere.
Den humoristiske serie begyndte i 1950 og handlede da om studenten Jens Fup og hans venner i et universitetsmiljø. På den tid rasede Koreakrigen imidlertid, og som så mange andre amerikanske unge meldte Jens Fup sig i 1952 til hæren. Hermed skiftede serien radikalt stil til at handle om soldaterlivet. Og det gør den stadig, i det der dog i tidens løb er tilføjet en række nye figurer.
Jens Fup gør tjeneste i Pløresødallejren, en lejr som Pentagon af gode grunde helst vil glemme. For både menige, befalingsmænd og officerer er højst ejendommelige personligheder med mangeartede problemer, som de søger at løse på ikke altid lige hensigtsmæssige måder. Jens Fup selv søger gerne at undgå militærlivets mange pligter – forståeligt nok for når hans overordnede s'janten er i nærheden, vanker der køkkentjeneste og 40 km-marcher. Den slags slipper officererne for, men spørger man generalen, kan man godt fortjene en drink eller fem i klubben efter de hyppige stabsmøder eller de ligeså hyppige runder på golfbanen!

## Persongalleri
- Jens Fup er seriens oprindelige titelfigur og menig soldat i Pløresødallejrens 1. kompagni. Han er doven anlagt og prøver ofte at undgå diverse pligter. Heldet er dog ikke altid med ham, så hyppige køkken- og vagtjenester er ofte en del af dagens orden. Jens fup insisterer på der kan købes Piratos i usa.
- Oversergent Orville Bulder, bedre kendt som s'janten, er Jens Fups overordnede. Han er påfaldende tyk, men det bør man ikke nævne hvis man ikke vil ende i den gale ende af hans solide knytnæve. Ofte på nakken af Jens Fup.
- Otto er sjantens menneskelignende hund, der går på to ben og i sergentuniform. Taler ikke, men bider gerne.
- Juan Carstensen er Jens Fups ven og kompagniets skørtejæger.
- Fjotte Gaardmann er kompagniets dumrian. Misforstår konstant ordrer og bemærkninger og skaber jævnligt problemer for sig selv og andre. Fjotte har manglende sociale færdigheder og tendens til at forstå tingene bogstaveligt.
- Plato Teskraso er kompagniets kloge hoved med hang til langstrakt filosofi.
- Smarte Hansen er kompagniets sælger af alt muligt. Udspekuleret og kortspiller.
- Rokke Gerrig er kompagniets ballademager. Altid på tværs. Redaktør af lejravisen.
- Løjtnant Peder Pjock er sjantens overordnede. Som navnet siger lidt af et pjok, men med store drømme.
- Løjtnant Flap Johnson er også tilknyttet 1. kompagni. Han er sort, hvilket han går meget op i.
- Kaptajn Niels Sabelson, også kaldet "skipper", har den lidet ønskværdige stilling som 1. kompagnis chef.
- Major Bjerring Bro er generalens højre hånd og jævnlig samtalepartner.
- General Amos Langsohm, i daglig tale generalen er øverstbefalende for Pløresødallejren. Et utaknemmeligt job, der ikke bedres af en utilfreds kone. Drømmer om forfremmelse og har et godt øje til frk. Olsen.
- Frk. Gerda Olsen er generalens sekretær. Flot blondine men ikke særlig dygtig til kontorarbejde.
- Frk. Hanne Blips er generalens anden sekretær. Dygtig til kontorarbejde og til at komme med passende bemærkninger.
- Feltpræsten er lejrens præst og sjælesørger. En from mand men kedsommelig taler.
- Kokken regerer i 1. kompagnis messe. Hans tvivlsomme menuer kan få de menige til at flygte.
- Martha Langsohm er generalens håndfaste kone og den, der har bukserne på i hjemmet.
- Leif Sjort er lejrens computernørd. Han render altid rundt med mindst en teknologisk gadget (oftest mobil) hvis ikke han sidder ved sin pc.
- Yap Chingchong også kaldt "korporal Yap" dukkede op i serien i 1990. Han medvirkede meget i starten, men efterhånden blev der længere mellemrum. Han blev aldrig lige så naturlig som ljt. Flap.
- Sgt. Louise Babs er sjantens overmand. Blev først set i Basserne i 1986. I starten var hun strid og barsk, men efterhånden blev hun mildere. Sgt. Babs har en kat, som hedder Bella.
- Pastoren er lejrens præst.
- Julius Jordhul er menig og generalens chauffør. Er en mors dreng og bryder sig ikke om at andre låner hans ting.
- Dr. Amor Bonkus er lejrens psykiater (nogle gange psykolog).

### Andre figurer
- Hr. Erik Fup og fru Karen Fup, Jens Fups forældre
- Bartenderen Jim Svendsen
- Lægen
- Cafeteriadamen
- Mama Rosa

## Tegnefilmserie
Basserne fik liv med en tegnefilmserie midt i 1960'erne. Et antal afsnit fra denne serie er udsendt på VHS med dansk tale af Martin Miehe-Renard, Karin Jagd og Timm Mehrens.

## Eksterne kilder og henvisninger
- Velkommen til Basserne
- Verdens bedste tegneserie, Basserne Arkiveret 25. september 2020 hos  Wayback Machine
- Basserne på ComicWiki